# Tonči Gulin
Tonči Gulin (Split, 1938. – 26. kolovoza 1999.), hrvatski nogometaš.

## Životopis

### Početak karijere
Svoju sportsku karijeru Tonči Gulin započeo je još u djetinstvu kao gimnastičar. Kao i sva tadašnja djeca igrao je nogomet i brzo pokazao svu raskoš talenta. Dospio je vrlo brzo u pomladak Hajduka, kojima je popularni naziv  bili tići.

### U crvenom dresu
Kada je legendarni Luka Kaliterna prešao u RNK Split postavši glavni trener, poveo je sa sobom i Tonča koji je u Splita nastavio juniorsku karijeru. 
  Svoju prvu utakmicu za seniorski sastav odigrao je protiv Borova 21. srpnja 1957. u kvalifikacijma za ulazak u 1. saveznu ligu. U Splitovoj prvoj prvoligaškoj sezoni 1957./58. Gulin je odigrao samo jednu utakmicu i to protiv Veleža u Mostaru.  Ispavši iz Prve lige, Split ponovo postaje prvak Druge lige u sezoni 1959./60. Gulin je odigrao 22 susreta, postigavši 24 gola.
U svojoj novoj prvoligaškoj sezoni 1960./61. Tonči Gulin ponovo je bio najbolji strijelac Splita s 13 golova. 

### Nastavak karijere
Nakon te sezone i ponovnog ispadanja Splita u drugu ligu, a zatim, u sljedećoj sezoni 1961./62. ispadanja i iz druge lige, te ekspresnog povratka u nju odmah u narednoj sezoni 1962./63., Tonči odlazi u Rijeku 1963. gdje nastavlja uspješnu karijeru i odigrava pet sezona zaredom. Potom odlazi igrati u Sjedinjene Američke Države – u grad Boston. Po povratku iz Amerike 1969. ponovo igra jednu sezonu u Rijeci, a zatim svoju karijeru završava u njemačkom Saarbruckenu odigravši još samo jednu sezonu.
Nastupao je za mladu, "B", te 2 puta bio pričuva u "A" reprezentaciji Jugoslavije. 

### Prerana smrt
Tonči Gulin umro je 26. kolovoza 1999. u svojoj 61. godini.